# تدخل بوليسلاف الأول في أزمة خلافة الحكم في كييف
كان تدخل الحاكم الپولندي بوليسلاف الشجاع في أزمة خلافة الحكم في كييف في الفترة 1015-1019 حلقة في الصراع بين سفياتوبولك الأول فلاديميروفيتش («اللعين») وشقيقه ياروسلاف («الحكيم») لحكم كييف وكييڤ روس. حدث التدخل عندما تدخل حما سفياتوبولك، حاكم مملكة بولندا، بالنيابة عنه.
كان التدخل ناجحًا في البداية عندما هزم بوليسلاف جيوش ياروسلاف، وضمن مؤقتًا العرش لسفياتوبولك، لكن عندما انسحب بوليسلاف وجيشه من كييف، لم يتمكن سفياتوبولك من الاحتفاظ بمنصبه، فهزمه ياروسلاف في العام التالي. تشمل سجلات الحملة العسكرية روايات أسطورية بالإضافة إلى الأحداث التاريخية الواقعية وقد خضعت لتفسيرات متنوعة.

## نظرة عامة
كان حاكم بولندا، بوليسلاف الأول، وحاكم كييف، فلاديمير الأول، قد تقاتلوا في وقت سابق للسيطرة على مدن تشيرفن (فيما سمي لاحقًا روثينيا الحمراء) في صراع انتهى لصالح فلاديمير. إضافة إلى ذلك، فقد أراد بوليسلاف، الذي كان متزوجًا من اثنتين، الزواج من بريدسلافا، إحدى بنات فلاديمير، من أجل توثيق العلاقات بين العائلتين. على الرغم من الجهود التي بذلها بوليسلاف، رفض العرض، واضطر بدلاً من ذلك إلى قبول علاقة أقل قيمة بمنزل فلاديمير من خلال زواج ابنة بوليسلاف من ابن فلاديمير، سفياتوبولك. (رتب فلاديمير بين عامي 1005 و1013 زواج سفياتوبولك من ابنة بوليسلاف، التي لم يبق ذكر لاسمها في المصادر).
من المحتمل أن يكون فلاديمير قد قرر عدم استلام سفياتوبولك ولا ياروسلاف عرش كييف بعد وفاته، فثار كل من سفياتوبولك وياروسلاف ضد والدهما. ربما قصد فلاديمير أن يستولى سفياتوبولك حكم بلدة توروف النائية (توراش) بعد وفاته، وربما اختار أبنائه الأصغر سنًا، بوريس وجليب، لخلافته على الرغم من أن سفياتوبولك كان أكبر سنًا منهما. على الرغم من أنه من المعروف أن سفياتوبولك كان أكبر من بوريس وجليب، إلا أن الترتيب الدقيق لميلاد أبناء فلاديمير غير معروف، ويُزعم في بعض المصادر أن سفياتوبولك لم يكن ابنه البيولوجي وإنما كان لقيطًا. تآمر سفياتوبولك، الذي ربما غير سعيد بسبب توليته حكمًا يقتصر على جمماعة صغيرة فقط، للإطاحة بوالده. ومع ذلك، فإن الأدلة التي تدعم هذه النظريات قليلة جدًا، وعلى حد تعبير اثنين من المؤرخين، فإن أصول «خلافاتهما مع والدهما غامضة». بحسب لثيتمار من ميرسيبورغ، شجع بوليسلاف تمرد سفياتوبولك من خلال ابنته التي تكون زوجة الأخير، على الرغم من أنه لم يحدد هدفًا للثورة. أحبط فلاديمير مؤامرة سفياتوبولك، الذي دعا سفياتوبولك والوفد المرافق له إلى كييف وسجنهم في عام 1013.
ربما كانت الإطاحة المخطط لها، إذا كانت موجودة من الأساس، مدعومة من قبل المطران راينبيرن من كولوبرزيغ، الذي سافر مع ابنة بوليسلاف. وفقًا للمؤرخ نفسه، ساهم راينبيرن في اعتناق الوثنيين داخل وحول أراضي روسيا للمسيحية، لكنه سُجن مع سفياتوبولك وزوجة الأخير. مات راينبيرن، الذي ربما عمل لصالح روما الكاثوليكية، بعد فترة وجيزة من سجنه. من الجدير بالذكر أن بوليسلاف غزا أراضي كييف في عام 1013. ربما كانت هذه أول محاولة لبوليسلاف لاستعادة مدن تشيرفن، على الرغم من أنه قيل أيضًا أن هدفه ربما كان تحرير سفياتوبولك.